# Lobaski
Lobaski (en rus: Лобаски) és un poble de la República de Mordòvia, a Rússia, segons el cens del 2010 tenia 566 habitants, pertany al municipi de Kirjemani.